# Бријест (Осијек)
Бријест је насељено место у саставу града Осијека у Осјечко-барањској жупанији, Република Хрватска.

## Историја
До територијалне реорганизације у Хрватској налазио се у саставу старе општине Осијек.

## Становништво
На попису становништва 2011. године, Бријест је имао 1.187 становника.

## Попис 1991.
На попису становништва 1991. године, насељено место Бријест је имало 1.029 становника, следећег националног састава:
| Попис 1991.‍   | Попис 1991.‍  | Попис 1991.‍ | Попис 1991.‍ | Попис 1991.‍ |
| ------------- | ------------ | ----------- | ----------- | ----------- |
|               |              |             |             |             |
| Хрвати        | Хрвати       |             | 727         | 70,65%      |
| Срби          | Срби         |             | 190         | 18,46%      |
| Југословени   | Југословени  |             | 63          | 6,12%       |
| Муслимани     | Муслимани    |             | 7           | 0,68%       |
| Македонци     | Македонци    |             | 6           | 0,58%       |
| Мађари        | Мађари       |             | 5           | 0,48%       |
| Немци         | Немци        |             | 2           | 0,19%       |
| Грци          | Грци         |             | 1           | 0,09%       |
| Италијани     | Италијани    |             | 1           | 0,09%       |
| Словаци       | Словаци      |             | 1           | 0,09%       |
| Словенци      | Словенци     |             | 1           | 0,09%       |
| неопредељени  | неопредељени |             | 18          | 1,74%       |
| регион. опр.  | регион. опр. |             | 3           | 0,29%       |
| непознато     | непознато    |             | 4           | 0,38%       |
| укупно: 1.029 |              |             |             |             |